# Madam C. J. Walker
Sarah Breedlove, známá jako Madam C. J. Walker, (23. prosince 1867 Delta – 25. května 1919 Irvington) byla americká podnikatelka a sociální aktivistka. Byla první ženou, která se v USA vlastním přičiněním stala milionářkou a byla také nejbohatším Afroameričanem 19. století. Její společnost Madame C. J. Walker Manufacturing Company, založená v Denveru v Coloradu, vyráběla především kosmetiku. Uspěla díky marketingové strategii založené na rozsáhlé sítí ženských černošských prodejkyň, které měly velmi osobní vztahy se zákazníky – tento model kosmetické firmy užívají dodnes. Navíc objevila první přípravek pro narovnávání vlasů, který se u afroamerických žen, jejichž vlasy se většinou přirozeně kudrnatí, stal hitem. Její Villa Lewaro v Irvingtonu nedaleko New Yorku, kterou si nechala postavit prvním černošským architektem v USA, Vertnerem Tandym, se stala už za jejího života poutním místem a centrem afroamerické komunity, jejíž aktivity Walker masivně finančně podporovala. Od roku 1976 je národní kulturní památkou USA (National Historic Landmark). Svého úspěchu Walker dosáhla, přestože byla od sedmi let sirotkem.